# فرانسوا نوئل بابوف
فرانسوا نوئل بابوف (فرانسوی: François-Noël Babeuf؛ ۲۳ نوامبر ۱۷۶۰ – ۲۷ مه ۱۷۹۷) روزنامه‌نگار و فعال سیاسی اهل فرانسه بود. وی که با نام مستعار گراکوس بابوف می‌نوشت یک روزنامه‌نگار انقلابی بود و روزنامه‌ای که منتشر می‌کرد به حمایت از فقرا و کارگران می‌پرداخت و خواستار یک شورش مردمی علیه دیرکتوار بود. بابوف مدافع پیشرو دموکراسی، الغای مالکیت خصوصی و برابری بود.

وی با اتهام مخالفت با دولت و تحریک مردم و توطئه مسلحانه دستگیر و محاکمه شد و در تاریخ ۲۷ مه ۱۷۹۷ با گیوتین اعدام شد.